# Opere di Jean-Léon Gérôme
Questa pagina è una lista non esaustiva delle opere pittoriche e scultoree realizzate dall'artista francese Jean-Léon Gérôme, esponente dell'arte accademica e della pittura orientalista.

## Dipinti

### Anni 1840
| Immagine | Titolo                                  | Data                  | Materiale                     | Dimensioni      | Ubicazione                      |
| -------- | --------------------------------------- | --------------------- | ----------------------------- | --------------- | ------------------------------- |
|          | Le Forum, la nuit                       | 1842                  | olio su tavola                | 46 × 38 cm      | Museo delle belle arti di Reims |
|          | Testa di una donna italiana             | 1843-1844             | olio su tela                  | 44,5 × 36 cm    | Cleveland Museum of Art         |
|          | Bambino con una maschera                | 1844-1856 circa       | olio su tela, tondo           | 50 × 50 cm      | Museo d'Orsay                   |
|          | La Chasse aux lions chez les Indiens    | 1845                  | olio su carta montata su tela | 47,5 × 62,5 cm  | Collezione privata              |
|          | Veillée funèbre                         | 1845-1855             | olio su tela, schizzo         | 51 × 59 cm      | Museo Georges Garret, Vesoul    |
|          | Combattimento fra galli                 | 1846                  | olio su tela                  | 143 × 204 cm    | Museo d'Orsay                   |
|          | Ritratto di donna                       | Tra il 1846 e il 1855 | olio su tela                  | 114 × 86 cm     | Museo Ingres Bourdelle          |
|          | Enrico II, re di Francia                | 1846 circa            | olio su tela                  | 220,1 × 143 cm  | Museo d'Orsay                   |
|          | Ritratto di M. Leblond                  | 1847                  | olio su tela                  | 59 × 51 cm      | Museo Georges Garret, Vesoul    |
|          | San Vincenzo de' Paoli                  | 1847                  | olio su tela                  | 174 × 136 cm    | Museo Georges Garret, Vesoul    |
|          | Interno greco o Il gineceo (schizzo)    | 1848                  | olio su tela                  | 155 × 210 cm    | Museo d'Orsay                   |
|          | Anacreonte, Bacco e Amore               | 1848                  | olio su tela                  | 136 × 211 cm    | Musée des Augustins, Tolosa     |
|          | La Repubblica                           | 1848                  | olio su tela                  | 322 × 223 cm    | Petit Palais, Parigi            |
|          | La Vierge, l'Enfant Jésus et saint Jean | 1848                  | olio su tela                  | 108 × 75 cm     | Collezione privata              |
|          | Interno greco o Il gineceo              | 1849                  | olio su tela                  | 99,1 × 66,95 cm |                                 |
|          | Due contadine italiane e un bambino     | 1849                  | olio su tela                  | 88,3 × 67,9 cm  | Museo d'Orsay                   |
|          | Michelangelo nel suo studio             | 1849                  | olio su tela                  | 51,5 × 37,5 cm  | Museo d'arte Dahesh             |

### Anni 1850
| Immagine | Titolo                                                                          | Data            | Materiale                            | Dimensioni       | Ubicazione                            |
| -------- | ------------------------------------------------------------------------------- | --------------- | ------------------------------------ | ---------------- | ------------------------------------- |
|          | Bacco e Cupido ubriachi                                                         | 1850 circa      | olio su tela                         | 149 × 113 cm     | Musée des Beaux-Arts di Bordeaux      |
|          | La notte                                                                        | 1850            | olio su tela                         | 76,5 × 46 cm     | Museo d'Orsay                         |
|          | Ritratto di donna                                                               | 1851            | olio su tela                         | 92,6 × 73,7 cm   | Art Institute of Chicago              |
|          | Veduta di Paestum                                                               | 1851            | olio su tela                         | 65 × 81 cm       | Collezione privata                    |
|          | Fregio per un vaso commemorativo dell'esposizione universale di Londra del 1851 | 1852            | olio su tela                         | 55 × 310 cm      | Museo d'Orsay                         |
|          | Dafni e Cloe                                                                    | 1852            | olio su tela                         | 212,2 × 155,9 cm | Museo Massey, Tarbes                  |
|          | Il secolo di Augusto                                                            | 1852-1855       | olio su tela                         | 600 × 1 015 cm   | Museo di Piccardia, Amiens            |
|          | Un'anima portata via da un angelo                                               | 1853            | olio su tela                         | 146 × 124 cm     | Museo Georges Garret, Vesoul          |
|          | Testa di donna con corna di montone                                             | 1853            | olio su tela                         | 47,5 × 47,5 cm   | Musée des beaux-arts di Nantes        |
|          | Ricreazione in un campo russo                                                   | 1855            | olio su tela                         | 59 × 101 cm      | Collezione Terence Garnett, San Mateo |
|          | Pifferaro                                                                       | 1856            | olio su tavola                       | 18 × 12,7 cm     | Musée des beaux-arts di Nantes        |
|          | I colossi di Tebe, Memnone e Sesostri                                           | 1856            | olio su tela, schizzo                | 92 × 104 cm      | Museo Georges Garret, Vesoul          |
|          | L'Épouse du roi Candaule                                                        | 1857            | olio su tela                         | 54,5 × 54,5 cm   | Museo de Arte, Ponce                  |
|          | L'uscita dal ballo in maschera                                                  | 1857            | olio su tela                         | 50 × 72 cm       | Museo Condé                           |
|          | Vue de la plaine de Thèbes (Haute-Égypte)                                       | 1857            | olio su tela                         | 77 × 131 cm      | Musée des beaux-arts di Nantes        |
|          | L'uscita dal ballo in maschera                                                  | 1857            | olio su tela                         | 68 × 99 cm       | Ermitage, San Pietroburgo             |
|          | L'uscita dal ballo in maschera                                                  | 1857-1858       | olio su tela                         | 39,1 × 56,3 cm   | Walters Art Museum                    |
|          | Le reclute egiziane attraversano il deserto                                     | 1857            | olio su tela                         | 62 × 106 cm      |                                       |
|          | Acquisto di una schiava                                                         | 1857            | olio su tela                         |                  |                                       |
|          | Vieille femme à la pipe                                                         | 1858            | olio su tela                         | 46 × 33 cm       | Museo Georges Garret, Vesoul          |
|          | L'Odyssée                                                                       | 1858 circa      | olio su rame                         | 58 × 69 cm       | Museo Georges Garret, Vesoul          |
|          | Ave Caesar, morituri te salutant                                                | 1859            | olio su tela                         | 93,1 × 145,4 cm  | Yale University Art Gallery           |
|          | Nudo di schiena                                                                 | 1859            | olio su tela, studio per Re Candaule | 43 × 30 cm       | Museo Georges Garret, Vesoul          |
|          | Re Candaule                                                                     | 1859            | olio su tela                         | 67,3 × 99 cm     | Museo de Arte, Ponce                  |
|          | Rachel in costume da tragedia                                                   | 1859            | olio su tela                         | 218 × 137 cm     | Comédie-Française                     |
|          | La morte di Cesare                                                              | 1859 circa-1867 | olio su tela                         | 85,5 × 145,5 cm  | Walters Art Museum                    |

### Anni 1860
| Immagine | Titolo                                                                               | Data           | Materiale                       | Dimensioni                      | Ubicazione                                |
| -------- | ------------------------------------------------------------------------------------ | -------------- | ------------------------------- | ------------------------------- | ----------------------------------------- |
|          | Diogene                                                                              | 1860           | olio su tela                    | 74,5 × 101 cm                   | Walters Art Museum                        |
|          | Socrate va a trovare Alcibiade in casa di Aspasia                                    | 1861           | olio su tela                    | 63,8 × 97,2 cm                  | Collezione Terence Garnett, San Mateo     |
|          | Frine davanti all'Areopago                                                           | 1861           | olio su tela                    | 80,5 × 128 cm                   | Kunsthalle di Amburgo                     |
|          | Il prigioniero                                                                       | 1861           | olio su tavola                  | 45 × 78 cm                      | Musée des beaux-arts di Nantes            |
|          | Luigi XIV e Molière                                                                  | 1862           | olio su tavola                  | 42 × 75 cm                      | Biblioteca pubblica di Malden             |
|          | Il generale Bonaparte al Cairo                                                       | 1863 circa     | olio su tavola                  | 35,8 × 25 cm                    | Princeton University Art Museum           |
|          | Jules César en buste                                                                 | 1863           | olio su tela                    | 38,5 × 32,6 cm (con la cornice) | Castello di Compiègne                     |
|          | Jules César entouré de ses généraux                                                  | 1863           | olio su tavola                  | 38,5 × 32,5 cm                  | Castello di Compiègne                     |
|          | La danza dell'almea                                                                  | 1863           | olio su tavola                  | 50 × 81 cm                      | Dayton Art Institute                      |
|          | L'Imperatore che riceve gli ambasciatori siamesi a Fontainebleau                     | 1864           | olio su tela                    | 128 × 260 cm                    | Museo di storia della Francia, Versailles |
|          | La preghiera nel deserto                                                             | 1864           | olio su tavola                  |                                 | Collezione privata                        |
|          | Preghiera al Cairo                                                                   | 1865           | olio su tavola                  | 49,9 × 81,2 cm                  | Kunsthalle di Amburgo                     |
|          | Giannizzeri che pregano in moschea                                                   | 1865           | olio su tela                    |                                 |                                           |
|          | Giannizzeri fuori dalla moschea                                                      | 1865           | olio su tela                    | 115 × 179 cm                    | Wallace Collection, Londra                |
|          | Le Lion aux aguets                                                                   | 1865 circa     | olio su tela                    |                                 | Cleveland Museum of Art                   |
|          | Cleopatra e Cesare                                                                   | 1866           | olio su tela                    | 183×129,5 cm                    | Collezione privata                        |
|          | Il mercato degli schiavi                                                             | 1866           | olio su tela                    | 84,6 × 63,3 cm                  | Clark Art Institute, Williamstown         |
|          | Ritratto della baronessa Nathaniel de Rothschild                                     | 1866           | olio su tela                    | 49,6 × 35,8 cm                  | Museo d'Orsay                             |
|          | Consummatum est                                                                      | 1867           | olio su tela                    | 82 × 144 cm                     | Museo d'Orsay                             |
|          | Il Muro del Pianto                                                                   | 1867           | olio su tela                    | 92,4 × 73,7 cm                  | Collezione privata                        |
|          | I corridori del pascià                                                               | 1867           | olio su tavola                  | 55,9 × 43,5 cm                  | New York Historical Society               |
|          | Relais de chiens dans le désert                                                      | prima del 1867 | olio su tavola                  | 21 × 26,8 cm                    | Walters Art Museum                        |
|          | Napoleone in Egitto                                                                  | 1867           | olio su tavola                  | 21 × 33 cm                      | Ermitage, San Pietroburgo                 |
|          | Bonaparte davanti alla Sfinge                                                        | 1867-1886      | olio su tela                    | 60,6 × 102,9 cm                 | Castello Hearst, San Simeon               |
|          | Bachi-bouzouk chantant                                                               | 1868           | olio su tela                    | 46,3 × 66 cm                    | Walters Art Museum                        |
|          | Village en Orient, studio per Rachel au puits                                        | 1868           | olio su cartone montato su tela | 24 × 32 cm                      | Museo Georges Garret, Vesoul              |
|          | Paysage d’Orient                                                                     | 1868           | olio su cartone montato su tela | 24 × 32 cm                      | Museo Georges Garret, Vesoul              |
|          | L'esecuzione del maresciallo Ney                                                     | 1868           | olio su tela                    | 65,2×104,2 cm                   | Graves Gallery, Sheffield                 |
|          | Paysage d’Orient (Étude : désert, oasis et montagne)                                 | 1868           | olio su cartone montato su tela | 24 × 32 cm                      | Museo Georges Garret, Vesoul              |
|          | Paysage d’Orient (Étude : Village au bord de l’eau)                                  | 1868           | olio su cartone montato su tela | 24 × 32 cm                      | Museo Georges Garret, Vesoul              |
|          | Paysage d’Orient                                                                     | 1868           | olio su cartone montato su tela | 24 × 32 cm                      | Museo Georges Garret, Vesoul              |
|          | Paysage d’Orient, étude : Bords du Nil                                               | 1868           | olio su cartone montato su tela | 24 × 32 cm                      | Museo Georges Garret, Vesoul              |
|          | Paysage d’Orient, studio per Dafni                                                   | 1868           | olio su cartone montato su tela | 27 × 35 cm                      | Museo Georges Garret, Vesoul              |
|          | Mer Rouge, golfe d’Aqaba (Studio per Quaerens quem devoret, Solitude e Dafni e Cloe) | 1868           | olio su cartone montato su tela | 27 × 35 cm                      | Museo Georges Garret, Vesoul              |
|          | Mercante di pelli del Cairo                                                          | 1869           | olio su tela                    | 61,5 × 50 cm                    | Collezione privata                        |
|          | Basci-buzuk                                                                          | 1868-1869      | olio su tela                    | 80,6 × 66 cm                    | Museo Metropolitano                       |

### Anni 1870
| Immagine | Titolo                                                   | Data            | Materiali                       | Dimensioni      | Ubicazione                            |
| -------- | -------------------------------------------------------- | --------------- | ------------------------------- | --------------- | ------------------------------------- |
|          | Dopo il bagno                                            | 1870-1889 circa | olio su tela                    | 82,6 × 66,7 cm  | Collezione privata                    |
|          | Arabi attraversano il deserto                            | 1870            | olio su tavola                  | 41,2 × 56 cm    | Museo Metropolitano                   |
|          | La fine della corrida                                    | 1870 circa      | olio su tela                    | 55 × 90 cm      | Museo Georges Garret, Vesoul          |
|          | La preghiera nella moschea                               | 1871            | olio su tela                    | 88,9 × 74,9 cm  | Museo Metropolitano                   |
|          | L'addestratore di levrieri                               | 1871            | olio su tela                    | 35 × 25 cm      | Collezione privata                    |
|          | Il mercato delle schiave                                 | 1871            | olio su tela                    | 74,9 × 59,7 cm  | Cincinnati Art Museum                 |
|          | Pollice verso                                            | 1872            | olio su tela                    | 97,5 × 146,7 cm | Phoenix Art Museum                    |
|          | Un arabo e il suo cavallo nel deserto                    | 1872            | olio su tela                    | 99 × 59,7 cm    | Collezione privata                    |
|          | Bischarin, buste de guerrier                             | 1872            | olio su tela                    | 29,5 × 21,3 cm  | Collezione Terence Garnett, San Mateo |
|          | Bagno moresco                                            | 1872            | olio su tela                    | 50,8 × 40,8 cm  | Museo di belle arti di Boston         |
|          | L'almea                                                  | 1873            | olio su tela                    | 50,2 × 81,3 cm  | Dayton Art Institute                  |
|          | Ragazza araba con pipa                                   | 1873            | olio su tela                    | 53 × 40,5 cm    | Mathaf Gallery, Londra                |
|          | L'eminenza grigia                                        | 1873            | olio su tela                    | 68,6 × 101 cm   | Museo di belle arti di Boston         |
|          | Marco Bozzari                                            | 1874            | olio su tela                    | 70,2 × 54,6 cm  | Collezione Terence Garnett, San Mateo |
|          | Il bagno moresco                                         | 1874-1877       | olio su tela                    | 82 × 65 cm      | Rhode Island School of Design Museum  |
|          | Corsa delle bighe                                        | 1875-1876       | olio su tela                    | 86,3 × 156 cm   | Art Institute of Chicago              |
|          | L'alfiere del profeta                                    | 1876            | olio su tela                    | 60,3 × 48,6 cm  | Collezione privata                    |
|          | Piscina nell'harem                                       | 1876            | olio su tela                    | 73,5 × 62 cm    | Ermitage, San Pietroburgo             |
|          | Donna circassa col velo                                  | 1876            | olio su tela                    | 40,7 × 32,6 cm  | Museo orientalista, Doha              |
|          | Ricevimento del Grand Condé a Versailles                 | 1878            | olio su tela                    | 96,5 × 139,7 cm | Museo d'Orsay                         |
|          | Muezzin chiama dal minareto                              | 1879            | olio su tela                    | 91,4 × 66 cm    | Collezione privata                    |
|          | Interno di una moschea, studio per La moschea blu (1878) |                 | olio su cartone montato su tela | 24 × 32 cm      | Museo Georges Garret, Vesoul          |
|          | L'incantatore di serpenti                                | 1879            | olio su tela                    | 84 × 122 cm     | Clark Art Institute, Williamstown     |

### Anni 1880
| Immagine | Titolo                                                    | Data       | Materiali      | Dimensioni      | Ubicazione                                    |
| -------- | --------------------------------------------------------- | ---------- | -------------- | --------------- | --------------------------------------------- |
|          | Cave canem                                                | 1881       | olio su tela   | 109 × 91 cm     | Museo Georges Garret, Vesoul                  |
|          | Portatrice d'acqua                                        | 1882 circa | olio su tela   | 46,4 × 38,2 cm  | Museo Collezione Carroll-Porczyński, Varsavia |
|          | La follia del tulipano                                    | 1882       | olio su tela   | 65,4 × 100 cm   | Walters Art Museum                            |
|          | L'ultima preghiera dei martiri cristiani                  | 1883       | olio su tela   | 87,9 × 150,1 cm | Walters Art Museum                            |
|          | Le due maestà                                             | 1883       | olio su tela   | 72 × 129 cm     | Milwaukee Art Museum                          |
|          | Nominor Leo                                               | 1883       | olio su tela   | 152 × 219 cm    | Museo Georges Garret, Vesoul                  |
|          | Il barone Alphonse Delort de Gleon                        | 1884       | olio su tela   | 39 × 31 cm      | Museo del Louvre                              |
|          | Jeune fille nue, studio per Vendita di una schiava romana | 1884-1886  | olio su tela   | 45 × 31 cm      | Museo Georges Garret, Vesoul                  |
|          | Vendita di una schiava romana                             | 1884       | olio su tela   | 92 × 74 cm      | Ermitage, San Pietroburgo                     |
|          | Il mercato romano degli schiavi                           | 1884 circa | olio su tela   | 64 × 57 cm      | Walters Art Museum                            |
|          | Japonais implorant une divinité                           | 1885       | olio su tela   | 71 × 59 cm      | Collezione privata                            |
|          | Il dolore del pascià                                      | 1885       | olio su tela   | 92,5 × 73,5 cm  | Joslyn Art Museum, Omaha                      |
|          | La grande piscina di Brussa                               | 1885       | olio su tela   | 70 × 100 cm     | Collezione privata                            |
|          | Plaza de toros: l'entrée du taureau                       | 1886       | olio su tavola | 46 × 73 cm      | Collezione privata                            |
|          | La fine della seduta                                      | 1886       | olio su tela   | 45 × 40,6 cm    | Collezione privata, Santa Ana                 |
|          | Ritratto di Jules-Clément Chaplain                        | 1886       | olio su tela   | 73 × 65 cm      | Museo Georges Garret, Vesoul                  |
|          | Il mercante di tappeti                                    | 1887       | olio su tela   | 86 × 68,7 cm    | Minneapolis Institute of Art                  |
|          | Quaerens quem devoret                                     | 1888       | olio su tela   | 62,3 × 110 cm   | Collezione privata                            |
|          | Tigre à l'affût                                           | 1888       | olio su tela   | 63,5 × 90,5 cm  | Houston Museum of Fine Arts                   |
|          | Paysage d’Orient (studio per Tigre aux aguets)            |            | olio su tela   | 15 × 28,5 cm    | Museo Georges Garret, Vesoul                  |

### Anni 1890
| Immagine | Titolo                                                     | Data           | Materiali               | Dimensioni      | Ubicazione                     |
| -------- | ---------------------------------------------------------- | -------------- | ----------------------- | --------------- | ------------------------------ |
|          | Le Marchand de couleurs (le pileur de couleurs)            | 1890-1891      | olio su tela            | 65 × 54,9 cm    | Museo di belle arti di Boston  |
|          | Le Lion aux aguets                                         | 1890 circa     | olio su tavola          | 72,3 × 100,5 cm | Cleveland Museum of Art        |
|          | Pigmalione e Galatea                                       | 1890           | olio su tela            | 88,9 × 68,6 cm  | Museo Metropolitano            |
|          | Nascita di Venere                                          | 1890           | olio su tela            | 129,5 × 79,5 cm | Collezione privata             |
|          | Scultore al lavoro                                         | 1891           | olio su tela            | 161 × 132 cm    | Museo Georges Garret, Vesoul   |
|          | Minarets du Caire, studio per Place de la Citadelle (1891) |                | olio su tela            | 36 × 28 cm      | Museo Georges Garret, Vesoul   |
|          | I cospiratori                                              | 1892 circa     | olio su tela            | 85 × 115 cm     | Museo Georges Garret, Vesoul   |
|          | La pittura dà vita alla scultura                           | 1893           | olio su tela            | 50,1 × 68,8 cm  | Art Gallery of Ontario         |
|          | Studio di Tanagra                                          | 1893 circa     | olio su tela            | 64,4 × 91,1 cm  | Collezione privata             |
|          | Loïe Fuller                                                | 1893 circa     | oli su tela, studi      | Template:Dunité | Museo Georges Garret, Vesoul   |
|          | Pomeriggio d'estate su un lago                             | 1895 circa     | olio su tela            |                 | Collezione privata             |
|          | Dervisci rotanti                                           | 1895 circa     | olio su tela            | 72,5 × 94 cm    | Collezione privata             |
|          | La Vérité au fond d'un puits                               | 1895 circa     | olio su tela, schizzo   | 43 × 30 cm      | Museo Georges Garret, Vesoul   |
|          | Le Travail du marbre                                       | 1895           | olio su tela            | 50,5 × 39,5 cm  | Museo d'arte Dahesh            |
|          | Profeta ribelle                                            | 1895 circa     | olio su tela, grisaglia | 50 × 62 cm      | Museo Georges Garret, Vesoul   |
|          | La verità che esce dal pozzo                               | 1896           | olio su tela            | 91 × 72 cm      | Museo Anne de Beaujeu, Moulins |
|          | La fuga in Egitto                                          | prima del 1897 | olio su tela, schizzo   | 51 × 68 cm      | Museo Georges Garret, Vesoul   |
|          | Entrata di Cristo a Gerusalemme (studio)                   | prima del1897  | olio su tela            | 51 × 68 cm      | Museo Georges Garret, Vesoul   |
|          | Entrata di Cristo a Gerusalemme                            | 1897           | olio su tela            | 112 × 160 cm    | Museo Georges Garret, Vesoul   |
|          | Dafni e Cloe                                               | 1898           | olio su tela            |                 |                                |
|          | Allumeuse de Narghilé                                      | 1898 circa     | olio su tela            |                 | Museo Chanenko, Kiev           |
|          | La terrazza del serraglio                                  | 1898           | olio su tela            | 81,9 × 96,5 cm  | Collezione privata             |
|          | Femmes au bain                                             | 1898 circa     | olio su tela            | 75 × 64 cm      | Museo Georges Garret, Vesoul   |
|          | Betsabea                                                   | 1899           | olio su tela            | 60,5 × 100 cm   | Collezione privata             |
|          | Étude de Cheval (Bidet)                                    |                | olio su tela            | 67 × 79 cm      | Museo Georges Garret, Vesoul   |
|          | Dante e Virgilio all'Inferno                               |                | olio su tela            | 29 × 43 cm      | Museo Georges Garret, Vesoul   |

### Anni 1900
| Immagine | Titolo                                                           | Data       | Materiali               | Dimensioni     | Ubicazione                   |
| -------- | ---------------------------------------------------------------- | ---------- | ----------------------- | -------------- | ---------------------------- |
|          | Mufti che legge sul suo sgabello di preghiera                    | 1900 circa | olio su tela            | 73,6 × 54,6 cm | Collezione privata           |
|          | La Chasse au lion                                                | 1900 circa | olio su tela            | 67 × 94 cm     | Museo Georges Garret, Vesoul |
|          | La promenade dans le parc (Le Modèle vivant)                     | 1900 circa | olio su tavola, schizzo | 54,5 × 81,5 cm | Museo Georges Garret, Vesoul |
|          | Le Chapeau de Napoléon                                           | 1900-1904  | olio su tela            | 93 × 119 cm    | Fondazione Dosne-Thiers      |
|          | L’Arabe effaroucheur d’alouettes                                 | 1900 circa | olio su tela, schizzo   | 50 × 80 cm     | Museo Georges Garret, Vesoul |
|          | Autoritratto mentre dipinge la maschera nella giocatrice a palla | 1902 circa | olio su tela            | 76 × 59 cm     | Museo Georges Garret, Vesoul |
|          | Les Mouettes                                                     | 1902 circa | olio su tela            | 79 × 111 cm    | Museo Georges Garret, Vesoul |

## Sculture

### Anni 1840
| Immagine | Titolo                  | Data | Materiali                                | Dimensioni | Ubicazione                   |
| -------- | ----------------------- | ---- | ---------------------------------------- | ---------- | ---------------------------- |
|          | Busto del dottor Reclus | 1846 | bronzo patinato, fusione Siot-Decauville |            | Museo Georges Garret, Vesoul |

### Anni 1850
| Immagine | Titolo   | Data | Materiali | Dimensioni            | Ubicazione         |
| -------- | -------- | ---- | --------- | --------------------- | ------------------ |
|          | Reziario | 1859 | bronzo    | 39,9 × 15,2 × 14,6 cm | Phoenix Art Museum |

### Anni 1870
| Immagine | Titolo       | Data        | Materiali      | Dimensioni       | Ubicazione                   |
| -------- | ------------ | ----------- | -------------- | ---------------- | ---------------------------- |
|          | Mirmillone   | 1875 circa  | gesso patinato | 99 cm (altezza)  | Museo Georges Garret, Vesoul |
|          | I gladiatori | 1878 e 1909 | bronzo         | 360 cm (altezza) | Museo d'Orsay                |

### Anni 1880
| Immagine | Titolo                      | Data       | Materiali                            | Dimensioni       | Ubicazione                   |
| -------- | --------------------------- | ---------- | ------------------------------------ | ---------------- | ---------------------------- |
|          | Anacreonte, Bacco e l'Amore | 1881       | bronzo patinato, fusione Barbedienne | 73 cm (altezza)  | Museo Georges Garret, Vesoul |
|          | Paul Baudry                 | 1887       | bronzo                               |                  | distrutta nel 1942           |
|          | Onfale                      | 1887       | marmo                                | 132 cm (altezza) | Museo Georges Garret, Vesoul |
|          | Gladiateur jouant du cor    | 1889 circa | gesso patinato                       | 97 cm (altezza)  | Museo Georges Garret, Vesoul |

### Anni 1890
| Immagine | Titolo                              | Data       | Materiali                                                        | Dimensioni      | Ubicazione                                    |
| -------- | ----------------------------------- | ---------- | ---------------------------------------------------------------- | --------------- | --------------------------------------------- |
|          | Il dolore                           | 1891       | bronzo                                                           |                 | Museo Georges Garret, Vesoul                  |
|          | Tanagra                             | 1890       | marmo dipinto                                                    | 154,7×10,5 cm   | Museo d'Orsay                                 |
|          | La danzatrice con il cerchio        | 1891       | bronzo dorato, fusione Siot-Decauville                           | 26,5 cm         | Museo Georges Garret, Vesoul                  |
|          | La danza (Loïe Fuller)              | 1893 circa | marmo bianco                                                     | 80 cm (altezza) | Museo Georges Garret, Vesoul                  |
|          | Ballerina con una mela              | 1893 circa | bronzo patinato, fusione Siot-Decauville                         | 70 cm (altezza) | Museo Georges Garret, Vesoul                  |
|          | Sarah Bernhardt (1844-1923)         | 1895 circa | marmo dipinto                                                    | 69 × 41 × 29 cm | Museo d'Orsay                                 |
|          | Plaudite Cives                      | 1898       | bronzo nero, fusione Siot-Decauville                             | 40 cm (altezza) | Museo Georges Garret, Vesoul                  |
|          | Bonaparte à cheval entrant au Caire | 1897       | bronzo                                                           |                 | Museo delle belle arti di Montréal            |
|          | La fuga in Egitto                   | 1897       | bronzo                                                           |                 | Brigham Young University Museum of Art, Provo |
|          | Cristo che entra a Gerusalemme      | 1897       | bronzo                                                           |                 | Brigham Young University Museum of Art, Provo |
|          | Le Mendiant                         | 1898 circa | bronzo dorato, fusione Siot-Decauville                           | 49 cm (altezza) | Museo Georges Garret, Vesoul                  |
|          | Busto di Bellona                    | 1899 circa | bronzo patinato, legno dipinto, vetro e porcellana               | 87 × 47 × 30 cm | Museo Georges Garret, Vesoul                  |
|          | L'oracolo dei serpenti              | 1899 circa | gesso patinato                                                   | 91 cm (altezza) | Museo Georges Garret, Vesoul                  |
|          | Il duca di Aumale                   | 1899       | gesso patinato, modello per il monumento al duca di Aumale       | 120 × 95 cm     | Museo Georges Garret, Vesoul                  |
|          | La prise de la Smalah               | 1899       | bassorlievo in gesso, modello per il monumento al duca di Aumale |                 | Museo Georges Garret, Vesoul                  |
|          | Federico il Grande                  | 1899       | gesso patinato                                                   | 76 cm (altezza) | Museo Georges Garret, Vesoul                  |
|          | La reddition d’Abd-el-Kader         | 1899       | bassorlievo in gesso, modello per il monumento al duca di Aumale |                 | Museo Georges Garret, Vesoul                  |

### Anni 1900
| Immagine | Titolo                               | Data | Materiali                                        | Dimensioni        | Ubicazione                   |
| -------- | ------------------------------------ | ---- | ------------------------------------------------ | ----------------- | ---------------------------- |
|          | L’industria metallurgica (Il dolore) | 1901 | gesso patinato                                   | 110 cm (altezza)  | Museo Georges Garret, Vesoul |
|          | La giocatrice di palla               | 1902 | bronzo dorato, fusione Siot-Decauville           | 82 cm (altezza)   | Museo Georges Garret, Vesoul |
|          | Corinto                              | 1903 | scultura                                         | 47,5 × 33 × 30 cm | Museo d'Orsay                |
|          | L'aquila di Waterloo                 | 1904 | bronzo dorato e granito, fusione Siot-Decauville | 70 cm (altezza)   | Museo Georges Garret, Vesoul |